# ジョージ・スティーヴン・モリソン
ジョージ・スティーヴン・モリソン (George Stephen Morrison, 1919年1月7日 - 2008年11月17日) は、アメリカ合衆国の海軍軍人。最終階級は海軍少将。1964年8月のトンキン湾事件には同海域での部隊を指揮した。彼はまたドアーズのリードシンガー、ジム・モリソンの父親であった。

## 生い立ちおよび経歴

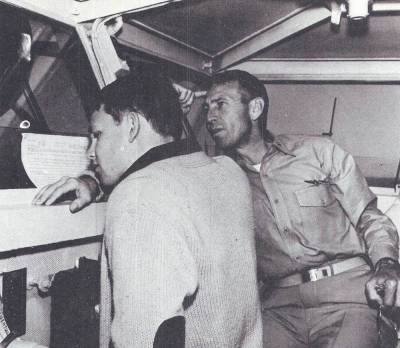
モリソン大佐と息子のジム。自らが艦長を務めるボノム・リシャール艦橋にて、1964年1月撮影

モリソンはジョージア州ロームでポール・レイモンド・モリソンおよびキャロライン・モリソン夫妻の間に生まれる。彼はフロリダ州リーズバーグで成長した。
1938年、海軍兵学校に入学、1941年に卒業し少尉として任官、ハワイに着任して機雷敷設艦プルーイットに配属される。同年12月、日本海軍による真珠湾攻撃を目撃した。アリューシャン列島や中部太平洋で作戦に加わった後、1943年にフロリダ州ペンサコーラで飛行訓練を受け、1944年の春に卒業した。モリソンは第二次世界大戦において太平洋戦線で航空機の操縦任務に従事した。1945年にはウェーク島や本州上空の戦闘飛行に参加している。
戦後、ニューメキシコ州アルバカーキにおける秘密核兵器プログラムの責任者となった。朝鮮戦争中はソウルの統合作戦センターで勤務。この時の功績により銅星章を受章した。
1963年、モリソンはエセックス級航空母艦の10番艦ボノム・リシャール (USS Bon Homme Richard, CVA-31) 艦長に着任する。1964年のトンキン湾事件時には艦隊の指揮を行った。1967年に彼は海軍少将に昇進し、1972年にはマリアナ諸島方面部隊の指揮官に任ぜられた。1975年のサイゴン陥落時にはベトナム人の避難民救助に注力した。
モリソンはボノム・リシャール退役式典で基調演説を行った。ボノム・リシャールが退役した翌日である1971年7月3日、息子のジム・モリソンがフランスのパリで死亡した。のちにロックの殿堂（en:Rock and Roll Hall of Fame）にジムの遺品数点を寄贈した。その中には学校の成績表やカブ・スカウトの制服などが含まれている。
1975年に退役。

## 私生活
モリソンは1942年にハワイでクララ・クラークに出会い、結婚した。長男ジェームズ・ダグラス・モリソン（後のドアーズのリードボーカル）は1943年にフロリダ州メルボルンで生まれた。娘のアン・ロビンは1947年にニューメキシコ州アルバカーキで生まれ、もう一人の息子、アンドリュー・リー・モリソンは1948年にカリフォルニア州ロス・アルトスで生まれた。
彼の退役後、一家はカリフォルニア州コロナドおよびチュラビスタで生活した。クララ・クラーク・モリソンは長い闘病生活の後、2005年12月29日にコロナドで死去した。89歳であった。
ジョージ・スティーヴン・モリソンは2008年11月17日にコロナドで死去した。追悼式は11月24日にサンディエゴのフォート・ローズクランス国立墓地で行われた。彼の遺灰は3年前に妻の遺灰が散骨されたのと同じ場所、ロマ岬沖に散骨された。

## 参照
1. ↑  ジョージ・スティーヴン・モリソン - Find a Grave（英語）
2. ↑  Inside the Laurel Canyon Archived 2011年4月30日, at the Library of Congress Web Archives: The Strange but Mostly True Story of Laurel Canyon and the Birth of the Hippie Generation
3. 1 2  "George 'Steve' Morrison; rear admiral flew combat missions in lengthy career" by Steve Liewer, San Diego Union-Tribune, November 28, 2008
4. 1 2 3 4 5 6 7 8  "George S. Morrison, 89, Admiral In Tonkin Gulf and Singer's Father" by William Grimes, New York Times, December 9, 2008.
5. 1 2  Livepress encyclopedia[リンク切れ] retrieved April 8, 2008
6. ↑  Hawaii.edu
7. 1 2  "Rear-Admiral George Morrison: father of Jim Morrison", The London Times, December 11, 2008, retrieved 30-08-2009